# Eremobium aegyptiacum
Eremobium aegyptiacum – gatunek z rodziny kapustowatych (Brassicaceae). Reprezentuje monotypowy rodzaj Eremobium. Występuje w północnej Afryce i południowo-zachodniej Azji, na obszarze od Maroka i Mauretanii po Iran i Pakistan.

## Morfologia

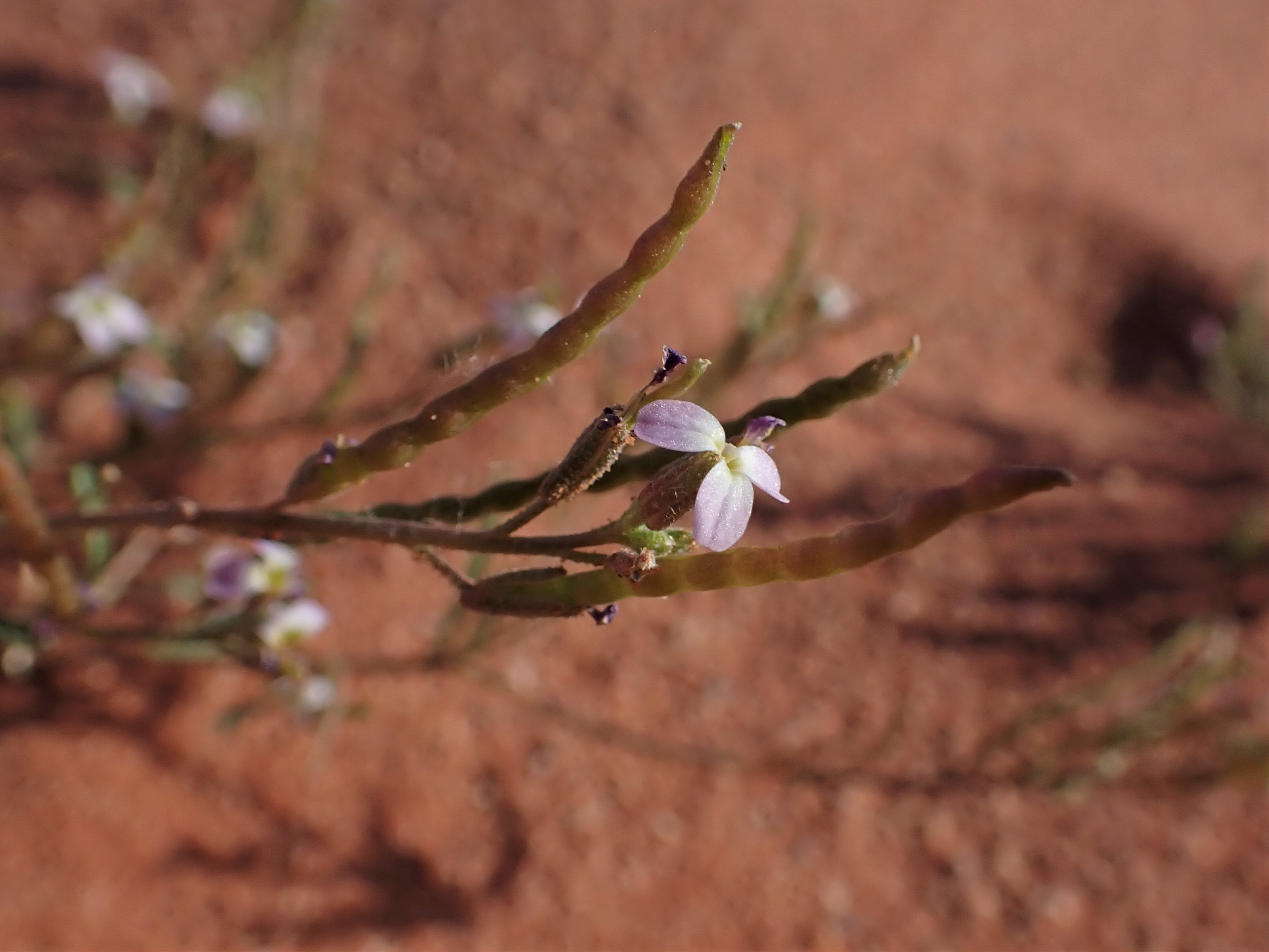
Kwiat i owoce

PokrójRoślina jednoroczna, z pędem rozgałęzionym od nasady, z szeroko rozpostartymi zwykle łodygami, osiągającymi do 15 cm wysokości, w czasie owocowania czasem więcej. Roślina owłosiona, pokryta włoskami gwiazdkowatymi.
LiścieSiedzące, łodygowe, całobrzegie, o kształcie od podługowatego do równowąskiego. Na końcach tępe.
KwiatyZebrane w luźne grona. Działki kielicha są prosto wzniesione. Płatki korony są dwa razy dłuższe od działek, różowe do fioletowych, wąskopodługowate. Pręcików jest 6 z krótkimi pylnikami. Zalążnia jest górna z 16–36 zalążkami, zwieńczona krótką szyjką słupka z dwudzielnym znamieniem.
OwoceRównowąskie łuszczyny wzniesione lub odstające.

## Systematyka
Pozycja systematyczna
Gatunek i rodzaj z rodziny kapustowatych (Brassicaceae), w jej obrębie należy do plemienia Anastaticeae.